# Сисикулак (Чернігівський район)
Сисикула́к — колишній населений пункт, село Чернігівського району Запорізької області.

## Географія
Село виникло в північно-східній частині Чернігівки на берегах річки Сисикулак. Нині це частина смт Чернігівка.

## Назва
Село отримало назву річки, на якій розташоване. Етимологія: тюрк сисик — вонючий, кулак — балка, яр.

## Історія
У 1873 році верхня частина Чернігівки розпалася на дві поземельні общини. Община № 3 називалась Сисикулацька. Общиною управляли староста і писар, функціонувала земська початкова школа. На початку XX століття селу відійшли Чернігівські хутори.
Багато жителів загинули й померли з голоду в 1921—1922 роках. У період колективізації було розкуркулено 16 найкращих господарств, членів яких було вислано за межі України. За супротив колективізації жителя села Сисикулак Зиму І. було засуджено до страти. У селі було створено два колгоспи «Перше травня» та «ім. Чкалова». Село певний час теж носило назву «Чкалово».
Під час голодомору 1932—1933 років голодувало все населення, померло понад 200 жителів села. під час сталінських репресій репресовано 3 осіб. напередодні війни в селі діяли дві початкові школи та два клуби.
На фронтах Другої Світової воювали 450 жителів села, загинуло 248, нагороджені 120. В період окупації 124 жителі села були забрані до рабської праці в Німеччину. Під час звільнення села загинуло 65 воїнів, їх поховали коло будинку лікарні.
Під час голоду 1946—1947 років померли 25 жителів села. Восени 1950 року відбулося укрупнення колгоспів і з двох утворили один, «Зоря комунізму». У 1957 році було утворено Чернігівську селищну раду і село як адміністративне утворення припинило своє існування. До 1965 року назва «сисикулак» зберігалась за двома початковими школами, один з будинків культури носить цю назву до сих пір. Жителями села були засновані с. Пірчине та с. Нижній Токмак.

## Персоналії
- У селі народився Гречко Степан Наумович — генерал-полковник авіації. Нагороджений орденом Леніна, двома орденами червоного прапора, двома орденами червоної зірки, орденом вітчизняної війни I ступеня, орденом Кутузова II ступеня, орденом Богдана Хмельницького II ступеня, сімома медалями. У 1984 році військове видавництво в серії «Військові мемуари» випустило книгу С. Н. Гречка «Рішення приймалось на землі».